# ألفونس بيرام دو كندول
ألفونس لويس بيير بيراموس (أو بيرام) دي كاندول (بالفرنسية : Alphonse Pyrame de Candolle) (1806-1893) عالم نبات فرنسي سويسري، وهو نجل عالم النبات السويسري أوغستان بيرام دو كندول.

## سيرته
ألفونس دو كندول ، ابن أوغستان بيرام دو كندول كرس نفسه أولاً لدراسة القانون، لكنه تحول تدريجيًا إلى دراسة علم النبات وتمكن في تولي كرسي والده في جامعة جنيف، نشر عددًا من الأعمال النباتية.
انتخب عضوا أجنبيا في الأكاديمية الملكية السويدية للعلوم عام 1859 وحصل على ميدالية لينيان من جمعية لينيان في لندن عام 1889.انتخب عضوا أجنبيا في الأكاديمية الملكية الهولندية للفنون والعلوم عام 1878.
يعتبر من العلماء القلائل، إلى جانب داروين ، الذين اهتموا بأصل النباتات المزروعة المدجنة من الأنواع البرية. خصص لهم الفصل التاسع من كتابه بالفرنسية Géographie botanique raisonnée (1855) ، والذي كان النسخة الأولى من عمله عام 1882 ، أصل النباتات المزروعة (بتاريخ 1883) . لهذا ،وهو يتبنى نهجًا متعدد التخصصات يستخدم بشكل أساسي علم النبات وعلم الآثار واللغويات.
وهو معروف أيضًا بدراسة الانتماءات الدينية للأعضاء الأجانب في أكاديميات العلوم الفرنسية والبريطانية خلال الثورة العلمية التي أظهرت أن البروتستانت في كلتا الأكاديميتين كان تمثيلًا أكبر من الكاثوليك مقارنةً بالتجمعات السكانية الأخرى.
كتب ألفونس دو كندول النص الأول لقوانين التسميات النباتية التي تم تبنيها في المؤتمر النباتي الدولي لعام 1867 في باريس ، والذي أصبح فيما بعد المدونة الدولية للتسميات النباتية.

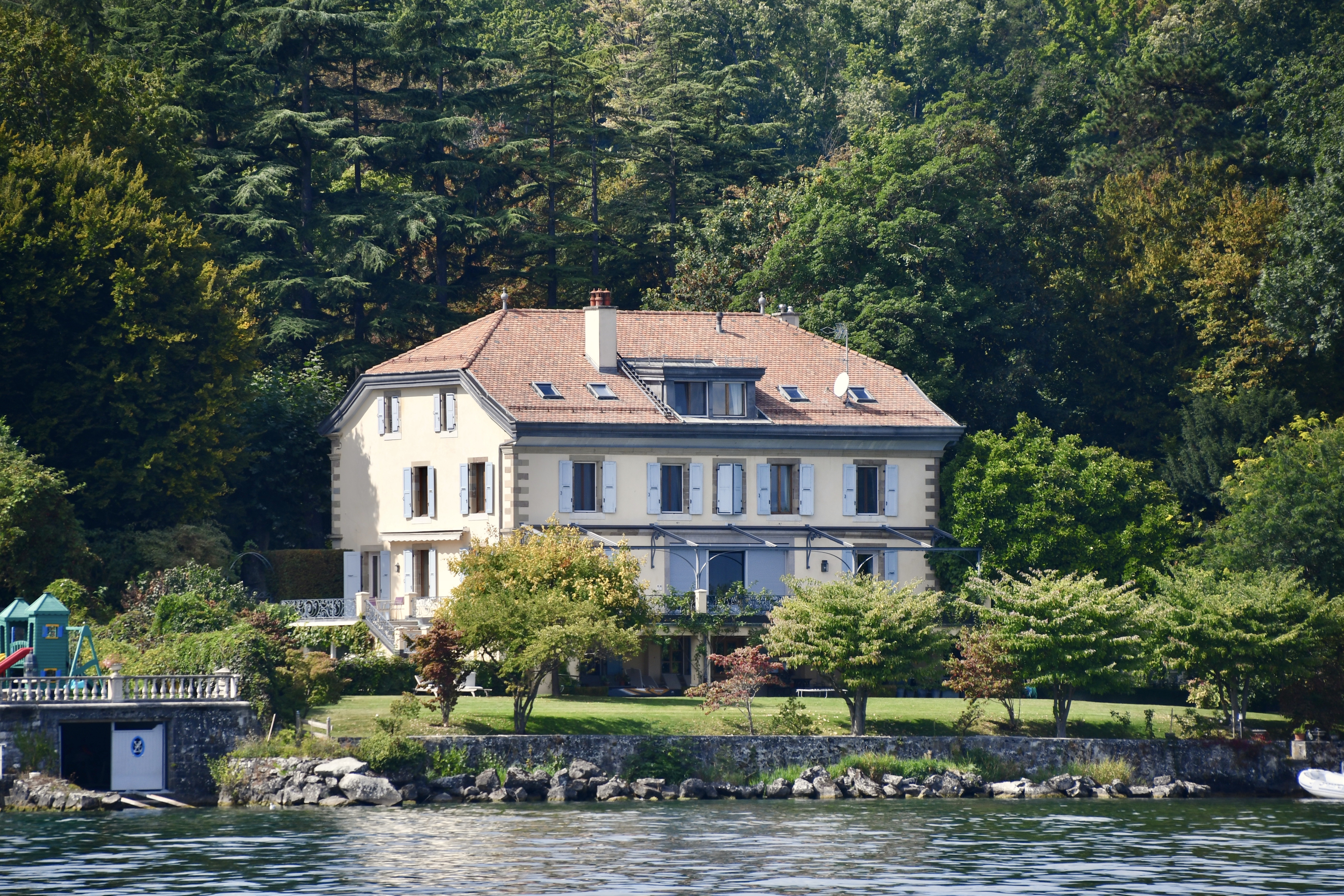
قصر "La Petite Pierrière" ، في بريني،جنيف حيث عاش ألفونس دي كاندول من عام 1841 إلى عام 1857

## أعماله
ألف الكثير من الأعمال وأهمها:
- الجغرافيا النباتية، 1855.

- تاريخ العلم والعلماء لمدة قرنين من الزمان 1873.

- علم النبات أو فن وصف النباتات التي تم النظر فيها من وجهات نظر مختلفة ، 1880.

- أصل النباتات المزروعة 1882

## الجوائز
- زمالة الأكاديمية الأمريكية للفنون والعلوم
- وسام جوقة الشرف من رتبة فارس
- ميدالية لينيان من جمعية لينيان
- عضوا أجنبيا في الأكاديمية الملكية السويدية للعلوم
- عضوا أجنبيا في الأكاديمية الملكية الهولندية للفنون والعلوم[23]

## وصلات خارجية
- ألفونس بيرام دو كندول على موقع الموسوعة البريطانية (الإنجليزية)